# Caterina Chinnici
Caterina Chinnici (Palermo, 5 novembre 1954) è una magistrata e politica italiana, dal 2014 europarlamentare eletta nelle file del Partito Democratico e, dal 2024, in Forza Italia.

## Biografia
Figlia di Rocco Chinnici, consigliere istruttore assassinato dalla mafia il 29 luglio 1983, laureatasi all'Università degli Studi di Palermo in giurisprudenza con il massimo dei voti e lode accademica, entra in magistratura nel 1979, a venticinque anni.
Sposata con Manlio Averna, ha due figli, di cui uno, Alessandro Averna Chinnici, è capitano e comandante della Compagnia di Carabinieri di Faenza.

### Magistratura
Intraprende la carriera di magistrato (professione svolta dal padre), svolgendo le funzioni di pretore prima ad Asti e poi a Caltanissetta, successivamente matura un’esperienza amministrativa di alcuni anni presso il Ministero della giustizia. Nel 1991 a Caltanissetta svolge le funzioni requirenti presso la Procura della Repubblica e successivamente nel 1993 diventa sostituta alla procura generale della corte d'appello di Caltanissetta.
Il 20 settembre 1995 è stata nominata procuratrice della Repubblica presso il tribunale per i minori di Caltanissetta e vi resta fino al 19 novembre 2008.
Nel 2002 diventa vicepresidente della Commissione per le adozioni internazionali della Presidenza del Consiglio dei ministri.
Nel 2004 è stata nominata dal Capo Dipartimento per la giustizia minorile, oltre che componente della Commissione di studio sul fenomeno del recidivismo nei minori autori di reato.
Nel 2008 è procuratrice della Repubblica presso il tribunale per i minorenni di Palermo, fino al 2009.
A luglio 2012 viene nominata dal ministro della giustizia Paola Severino capo del Dipartimento per la giustizia minorile, e confermata nel luglio 2013 dal ministro successivo Annamaria Cancellieri.
Nel 2014 ha pubblicato un libro di ricordi del padre dal titolo È così lieve il tuo bacio sulla fronte, da cui è stato tratto il film tv Rocco Chinnici - È così lieve il tuo bacio sulla fronte.

### Politica
Nel giugno 2009 viene nominata dal presidente della Regione Siciliana Raffaele Lombardo assessore con deleghe regionali alla famiglia e alle autonomie locali, e poi alla Funzione pubblica e autonomie locali, firmando la legge regionale 5/2011 su trasparenza e semplificazione amministrativa contenente norme anticorruzione che hanno precorso di due anni quelle adottate su scala nazionale, e mantiene l'incarico fino alle dimissioni del luglio 2012.
Viene candidata alle elezioni europee del 2014 come capolista del Partito Democratico nella circoscrizione Italia insulare. Viene eletta al Parlamento europeo con 133.765 preferenze, seconda assoluta nella circoscrizione dietro Renato Soru (182.687). Nel corso della legislatura ha lavorato ad atti legislativi dell’Unione Europea in materia di lotta al crimine organizzato, giustizia e sicurezza. Tra questi, il regolamento che ha istituito la Procura europea, primo organo sovranazionale con autonomi poteri di indagine penale, il regolamento sul mutuo riconoscimento dei provvedimenti di confisca, la direttiva per la lotta contro il terrorismo e quella che ha dato vita al primo modello di giusto processo penale minorile in Europa.
Si ricandida alle elezioni europee del 2019 con il Partito Democratico come capolista nella circoscrizione dell'Italia insulare venendo rieletta con 113.248 preferenze. Nella seconda legislatura europea è, fra l’altro, vicepresidente della commissione per il controllo dei bilanci e di nuovo componente della commissione per le libertà civili, la giustizia e gli affari interni.
Il 23 luglio 2022 viene ufficializzata la sua candidatura a Presidente della Regione Siciliana in occasione delle elezioni regionali, dopo aver vinto le primarie del campo progressista composto da Partito Democratico, Movimento 5 Stelle, Articolo Uno, Cento Passi per la Sicilia, Sinistra Italiana, PSI ed Europa Verde con il 44,77%, davanti a Barbara Floridia (M5S) con il 31,74% e a Claudio Fava (Centopassi), con il 23,22%. Il 22 agosto il M5S ritira il proprio supporto alla sua candidatura. Perderà la sfida elettorale arrivando terza con il 16% e manterrà il seggio al Parlamento Europeo.

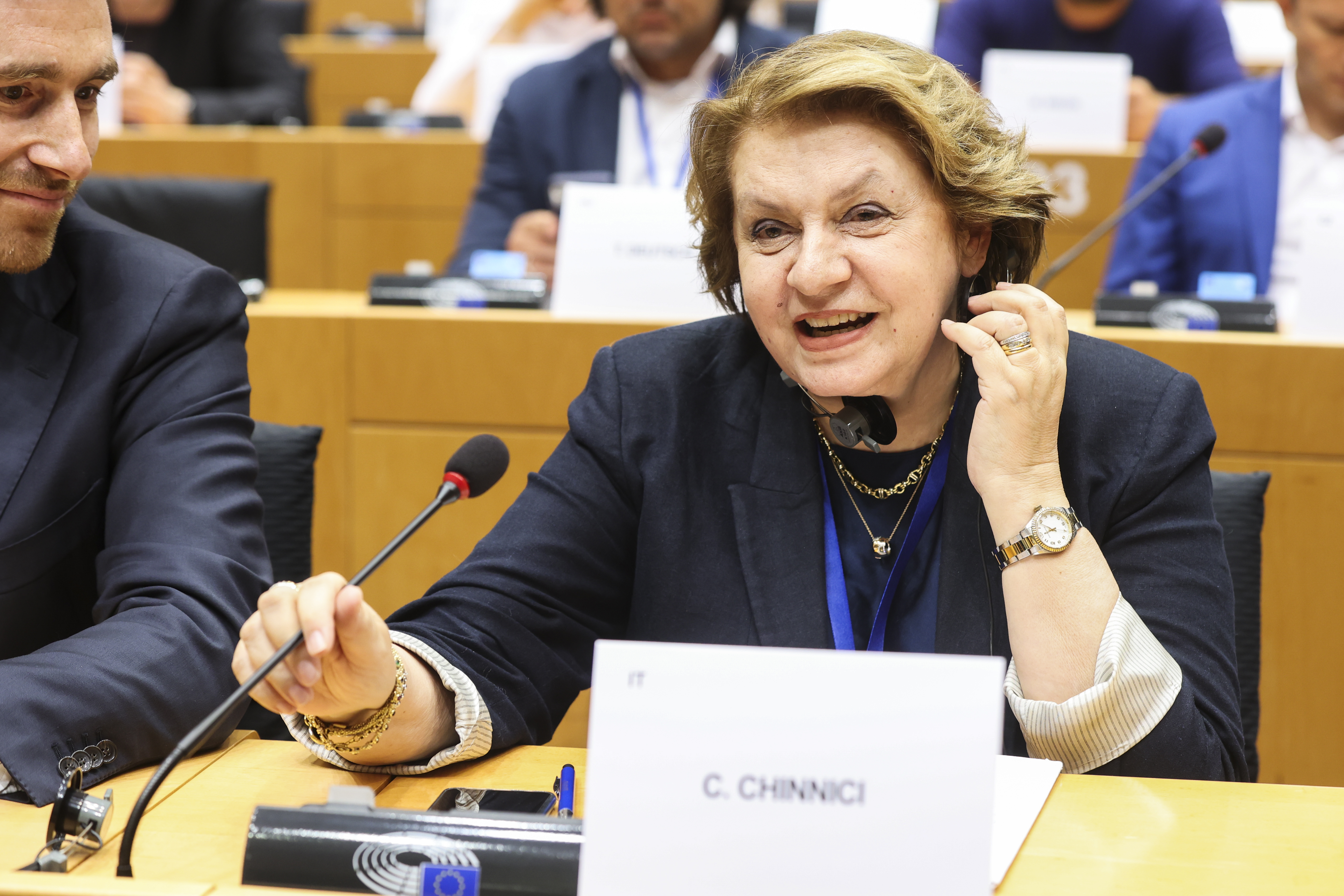
Chinnici durante la riunione costitutiva della Commissione CONT.

Il 27 aprile 2023, in un'intervista al Corriere della Sera, Chinnici dichiara la propria intenzione di abbandonare il Partito Democratico per passare a Forza Italia, a causa di visioni divergenti fra lei e la neo-eletta segretaria Elly Schlein, e aderisce al gruppo del PPE.
Nell'aprile del 2024, in vista delle elezioni europee di giugno, il segretario di Forza Italia Antonio Tajani annuncia la candidatura di Chinnici come capolista del partito nella circoscrizione insulare. La sua candidatura viene appoggiata dal Movimento per l'Autonomia dell'ex-presidente della Regione Raffaele Lombardo, nella cui giunta Chinnici aveva già ricoperto la carica di assessore regionale. Alla tornata elettorale raccoglie oltre 93.000 preferenze, giungendo terza tra i candidati forzisti e risultando la prima dei non eletti.. Il 26 giugno 2024 Tajani, in una conferenza stampa insieme al governatore siciliano Renato Schifani, comunica la rinuncia del secondo eletto, l'assessore siciliano Edmondo Tamajo, e l'assegnazione del seggio a Caterina Chinnici.
Il 23 luglio dello stesso anno, viene eletta fra i vice-presidenti della Commissione per il controllo dei bilanci del Parlamento europeo.

## Opere
- È così lieve il tuo bacio sulla fronte, Mondadori, 2015